# Talaska oblast
Talaska oblast (kirgiski: Талас областы) je jedna od sedam oblasti u Kirgistanu. Središte oblasti je grad Talas.

## Zemljopis
Talaska oblast nalazi se u sjeverozapadnom Kirgistanu na granici s Uzbekistanom i Kazahstanom. Susjedne oblasti su Žalalabatska na jugu i Čujska na istoku. Oblast je podjeljena na četiri okruga. S površinom od 11.400 km² najmanja je po veličini kirgiška oblast.

## Stanovništvo
Prema popisu stanovništva iz 2009. godine regija je imala 219.615 stanovnika,  dok je prosječna gustoća naseljenosti 19 stan./km2. Prema etničkoj pripadnosti većina stanovništva su Kirgizi koji čine 91,9% stanovništva, više od jedan posto ima Kurda (2,5%), Rusa (1,9%) i Kazasa (1,3%).